# عزیزه عظیموا
عزیزه عظیمُوا (تاجیکی: Азиза Азимова) بازیگر و رقاص باله اهل تاجیکستان بود.
او در ۱۵ دسامبر ۱۹۱۵ در شهر استروشن از استان سغد زاده شد.
عظیمُوا از نخستین رقصندگان باله تاجیکستان بود که در تئاتر روسی حرفه ای کرد. وی در حوزه فرهنگی تاجیکستان چهره ای بسیار مورد توجه است.
وی در سال ۱۹۹۷ درگذشت.